# Tetracis pallulata
Tetracis pallulata là một loài bướm đêm thuộc họ Geometridae. Nó được tìm thấy ở từ phía nam California phía bắc đến British Columbia, phía đông đến Idaho (quận Clearwater) và phía tây Montana (các quận Lewis và Clark) ở độ cao đến 2200 mét trên mực nước biển.
Chiều dài cánh trước là 18–24 mm. Con lớn bay từ tháng 8 đến tháng 10.
Ấu trùng ăn nhiều loài cây khác nhau Abies concolor, Picea englemanni, Picea sitchensis, Abies grandis, Pseudotsuga menziesii và Tsuga (gồm Tsuga heterophylla và Tsuga canadensis).